# IJscoman

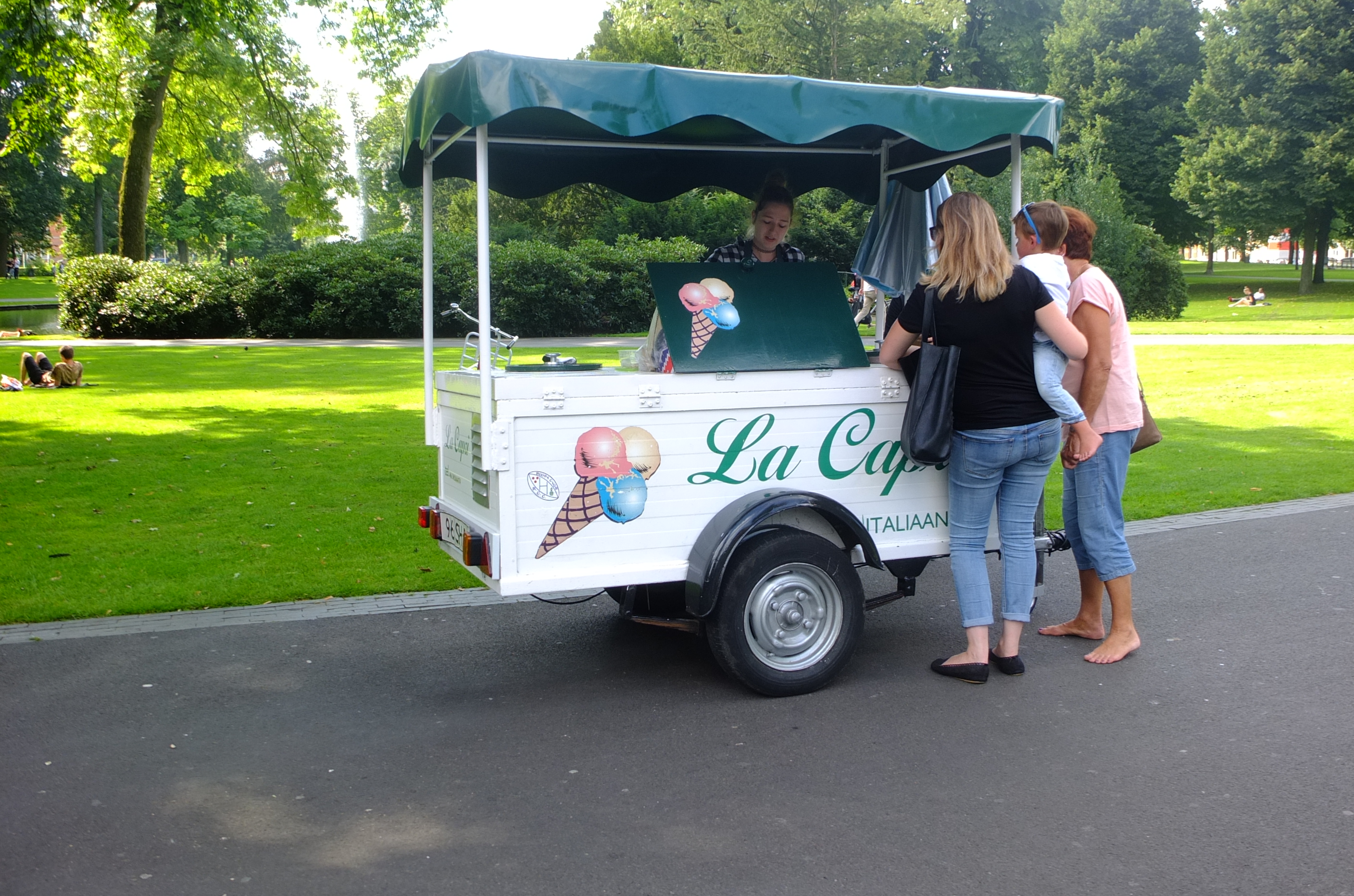
IJskar in Breda

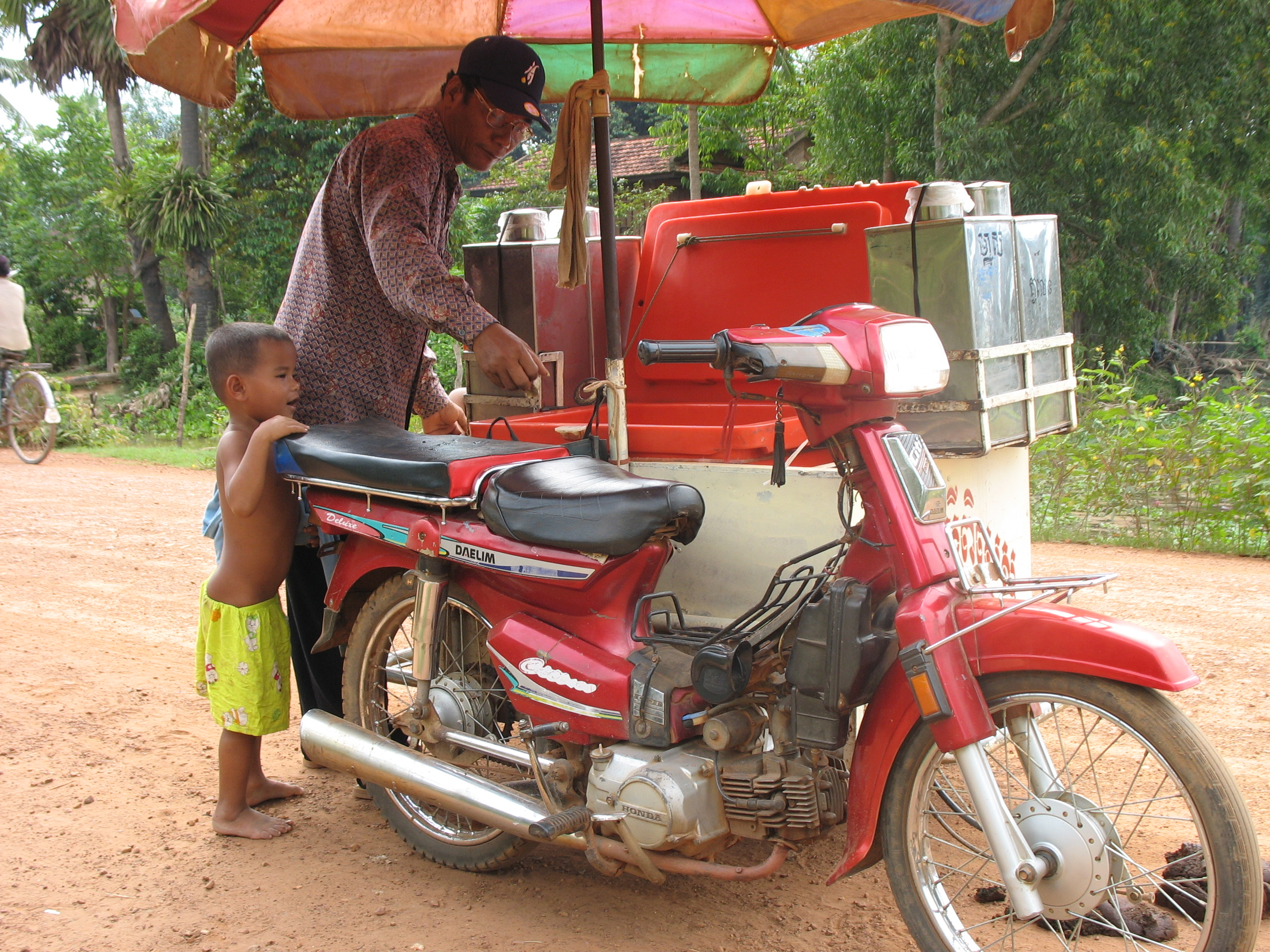
IJscoman met bromfiets

Een IJscoman (ook wel ijsboer genoemd) is een persoon die met een voertuig voor mobiele verkoop rondrijdt en op verschillende plaatsen stopt om consumptie-ijs in de vorm van ijsco's aan voorbijgangers of bewoners te verkopen.
Het beroep is oud en de ijscowagens zijn gebaseerd op handkarren waarmee men voor de Tweede Wereldoorlog de waar verkocht vanuit een met ijsblokken gekoelde ruimte. Na de oorlog kreeg het beroep in Nederland en België door de immigratie van Italiaanse ijsverkopers een impuls. Deze verkochten ijs vooral met meegenomen bromfietswagens of een busje met opbouw.
De ijscoman kan gevonden worden op vaste locaties als stranden en bosgebieden maar ook worden er vaste rondes gedaan in woonwijken. Het assortiment is wisselend, sommige verkopers verkopen enkel voorverpakt ijs, anderen versbereid- en/of softijs.